# 岩崎西
岩崎西（いわさきにし）は、千葉県市原市の五井地区にある町丁。現行行政地名は岩崎西一丁目。郵便番号は290-0046。

## 概要
千葉県市原市の五井地区にある町丁である。県施行の市原特別工業地区岩崎土地区画整理事業による2007年11月9日の換地処分に伴い岩崎から分離して町丁が新設された。北から東にかけては岩崎、南は玉前及び玉前西、西は五井南海岸と接する。

## 歴史

### 沿革
- 1963年（昭和38年）5月1日 - 市原市市制施行に伴い市原市五井地区の一部となる[6]。
- 1988年（昭和63年）10月28日 - 市原特別工業地区岩崎土地区画整理事業認可[6]。
- 2007年（平成19年）11月9日 - 換地処分に伴い岩崎西一丁目が新設[6]。

## 世帯数と人口
2022年（令和4年）4月1日現在の世帯数と人口は以下の通りである。
| 町丁字       | 世帯数 | 人口 |
| ------------ | ------ | ---- |
| 岩崎西一丁目 | 46世帯 | 98人 |

## 通学区域
公立学校へ通学する場合の学区は以下の通りである。
| 町丁字       | 番地 | 小学校             | 中学校             | 県立高校 |
| ------------ | ---- | ------------------ | ------------------ | -------- |
| 岩崎西一丁目 | 全域 | 市原市立京葉小学校 | 市原市立五井中学校 | 第9学区  |